# Naogon
Naogon ist ein Arrondissement im Departement Zou in Benin. Es ist eine Verwaltungseinheit, die der Gerichtsbarkeit der Kommune Covè untersteht.

## Demographie
Gemäß der Volkszählung von 2013 hatte Naogon 9655 Einwohner, davon waren 4619 männlich und 5036 weiblich.

## Geographie und Verwaltung
Das Arrondissement liegt als Teil des Departements Zou im Süden des Landes und innerhalb der Kommune Cové im östlichen Teil nahe zur Kommune Zagnanado. Es setzt sich aus den sechs Dörfern Aga, Aïzondom, Attogon, Finangnon, Houeton und Houeyiho zusammen.